# Каникулы
Кани́кулы — определённый период времени, свободный от основной деятельности. Применительно к учащемуся — свободный от учёбы, в том числе (чаще всего) домашних заданий.
Бывают школьные каникулы, студенческие каникулы, налоговые каникулы, парламентские каникулы и так далее. В отличие от отпуска, предоставляемого каждому работнику в индивидуально определяемые сроки, каникулами называется отдых, предоставляемый всему соответствующему контингенту (школьникам, студентам, членам парламента и так далее) одновременно.

## История и этимология
В Древнем Риме период летней жары, совпадавший с началом утренней видимости Сириуса, называвшегося Canicula (с латыни — «маленькая собака»), называли dies caniculares — «собачьи дни» (с 22 июля по 23 августа), считавшиеся временем летнего отпуска, отсюда и происходит слово «каникулы».

## Каникулы в России
В России до 1917 года словом «каникулы» был определён летний период отдыха. По словарю В. И. Даля: «Каникулы — жаркое летнее время, и гулянки, праздная пора в учебных заведениях; полные каникулы с 1 июля по 15 августа; местами считают с июня, даже с мая».
Период отдыха в более широком смысле, зимних праздничных дней Рождества, и летних каникул в служебных учреждениях назывался вакации, вакантное время (из лат. vacātio). Отсюда же происходит слово вакансия — «праздное, незанятое служебное место». В специальном циркуляре Министерства просвещения Российской империи в 1878 году указывается, что вакации есть период не только для учебных занятий, «но и время для отдохновения» учащегося.

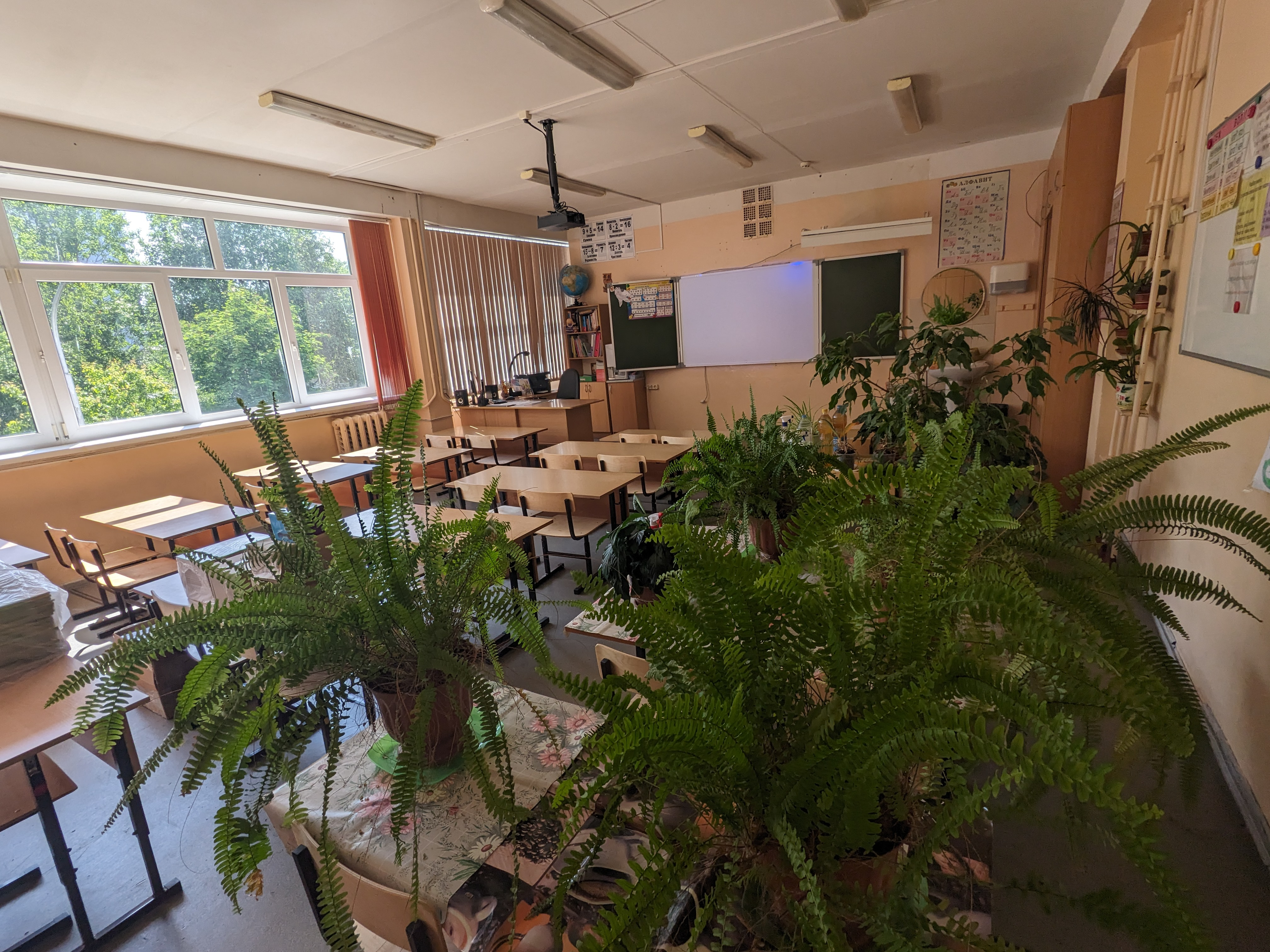
Пустой школьный класс во время летних каникул. Цветы составлены на партах. 2023

В настоящее время школьные каникулы регламентируются Федеральным Законом Российской Федерации от 29.12.2012 г. № 273-ФЗ «Об образовании в Российской Федерации» (п. 11 ч. 1 ст. 34) и соответствующими локальными актами образовательных организаций. По вышеуказанному пункту федерального закона каникулы — это плановые перерывы при получении образования для отдыха и иных социальных целей в соответствии с законодательством об образовании и календарным учебным графиком.
Продолжительность каникул в школах, лицеях, гимназиях в течение учебного года составляет не менее 30 календарных дней, летом — не менее 8 недель. Для обучающихся в первом классе устанавливаются в течение года дополнительные недельные каникулы.
Годовой календарный учебный график разрабатывается и утверждается общеобразовательным учреждением по согласованию с органами местного самоуправления.
В средних специальных и высших учебных заведениях сроки каникул определяются исходя из основной профессиональной образовательной программы и календарного учебного графика. Однако в высших учебных заведениях они не могут быть менее 7 недель в течение года, в том числе не менее 2 недель в зимний период.
Продолжительность каникул определяется школой. К началу 2020-х годов кое-где в России стала внедряться триместровая система.